# Сер Річард Левіндж

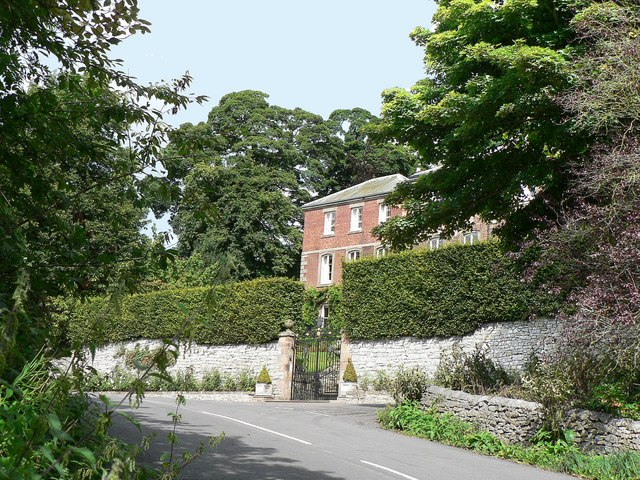
Парвіч-Холл – родинний маєток Річарда Левінджа в Англії.

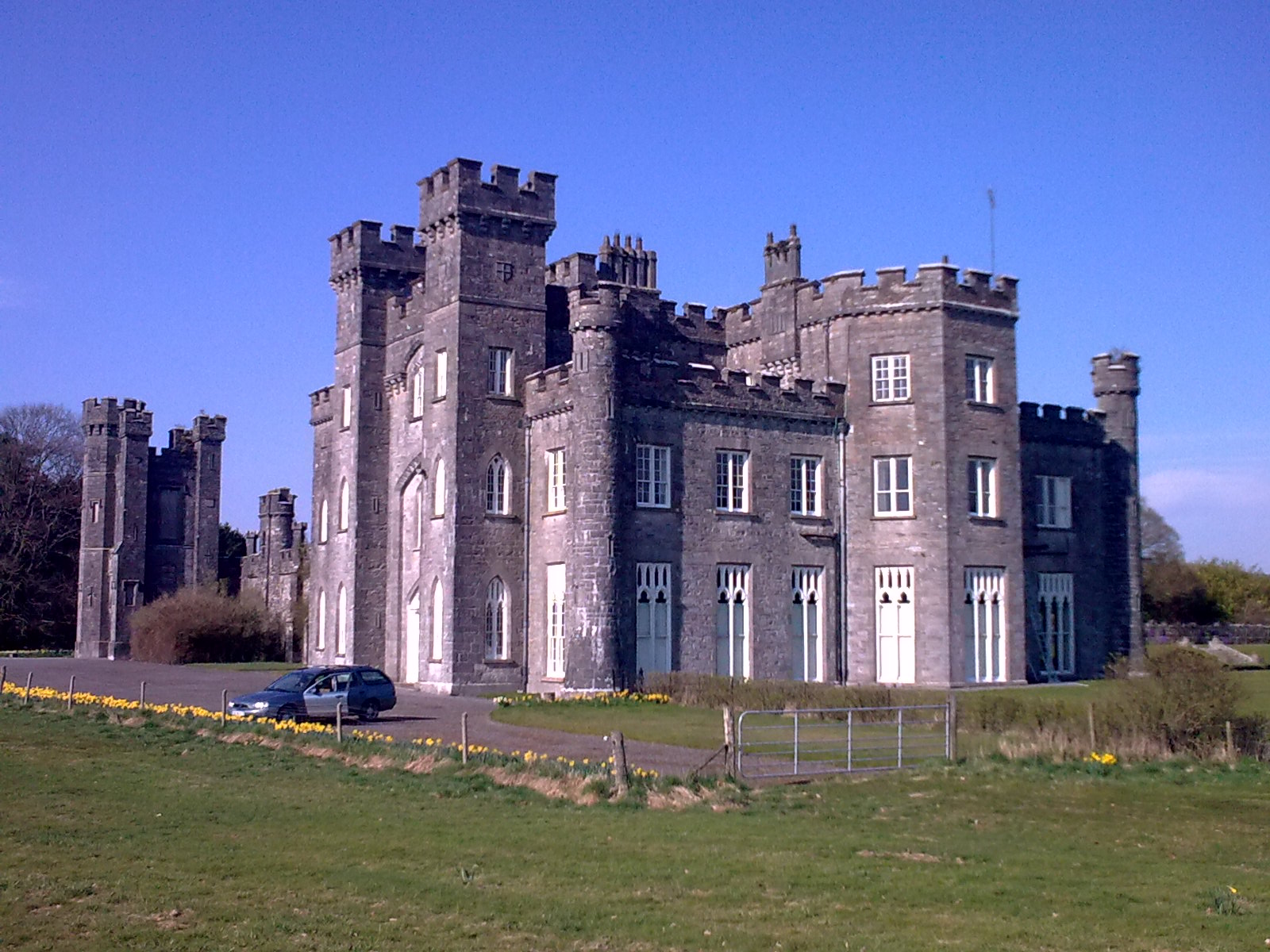
Кнодрін-Кастл – резиденція сера Річарда Левінджа в Ірландії.

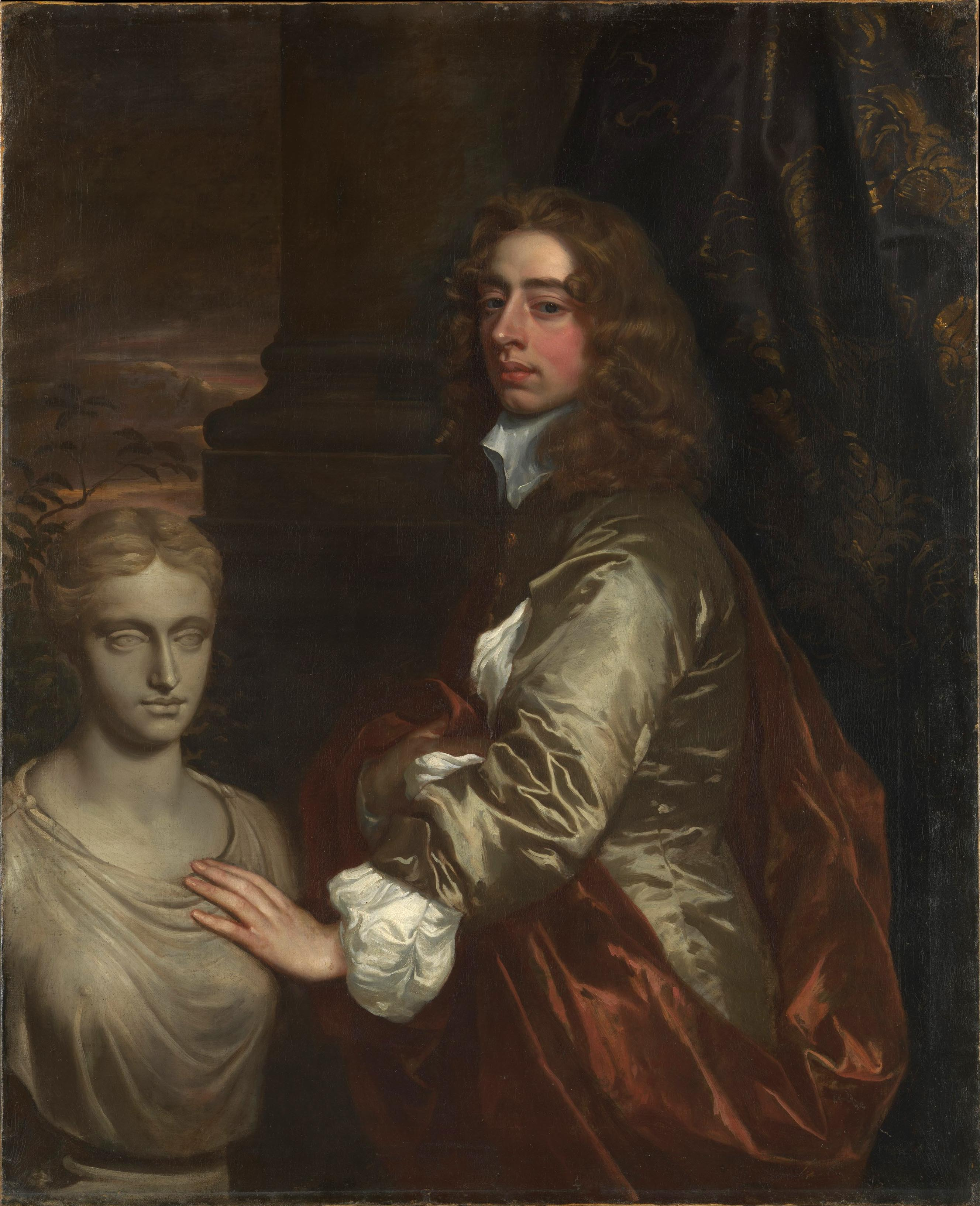
Генрі Капелл – І барон Капелл.

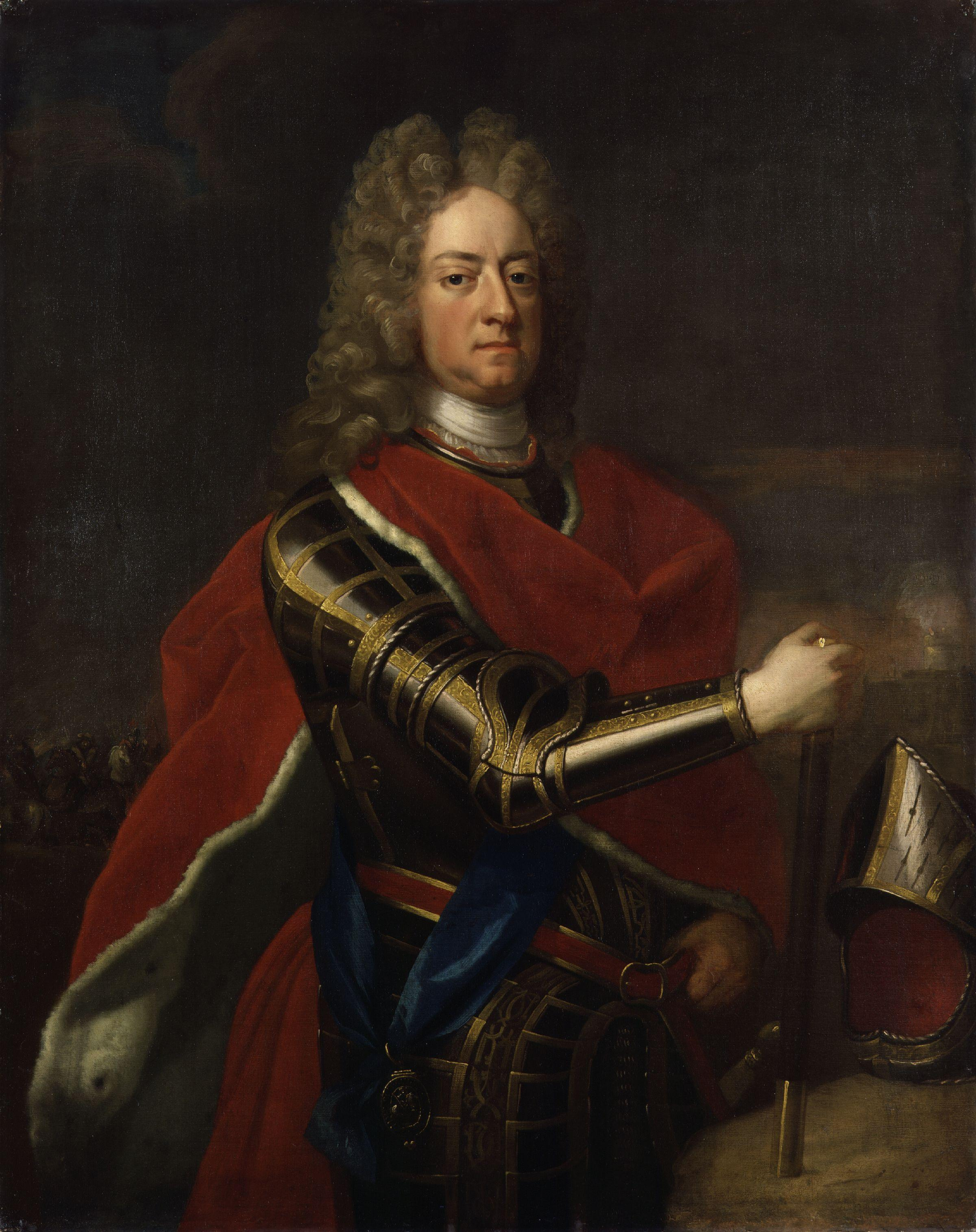
Джеймс Батлер – ІІ герцог Ормонд.

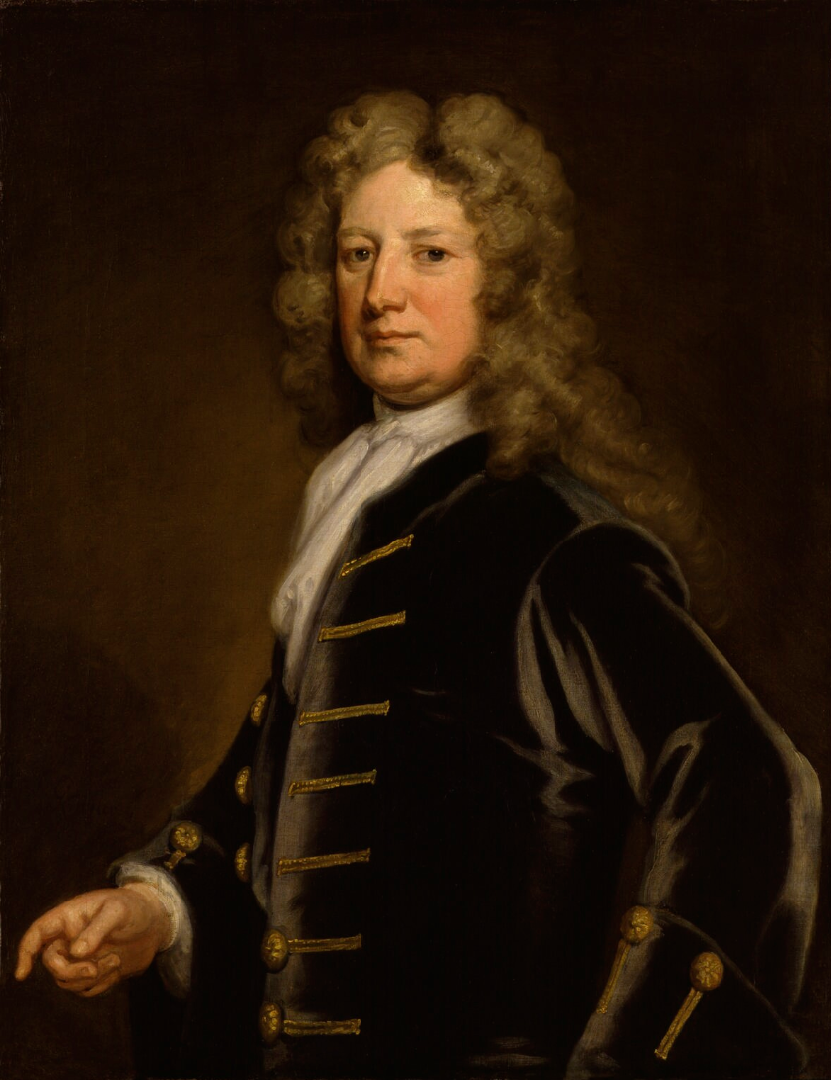
Томас Вортон – І маркіз Вортон.

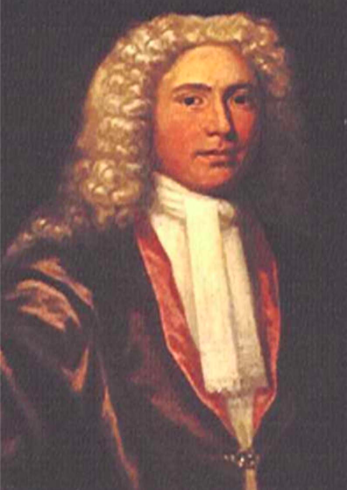
Генрі Корбін.

Сер Річард Левіндж (англ. - Sir Richard Levinge) (2 травня 1656 — 13 липня 1724) — І баронет Левіндж, відомий ірландський політик, юрист, суддя, спікер Палати громад парламенту Ірландії, що відігравав провідну роль у суспільному житті Ірландії понад 30 років.

## Життєпис

### Походження та історичний фон
Річард Левіндж народився в Англії, в містечку Лік, графство Стаффордшир. Він був другим сином Річарда Левінджа з Парвіч-Холл, графство Дербішир, юриста з Честера та Енн Паркер - дочки Джорджа Паркера зі Стаффордшира та його дружини Грейс Бейтман. Левінджи (ім’я іноді пишеться як Левін) були давньою родиною Дербіширу, з покоління в покоління були на державній службі. Через свою матір він був двоюрідним братом Томаса Паркера – І графа Макклсфілд, лорд-канцлера Великої Британії. Свою кар’єру в Ірландії він почав після поразки ірландців у черговій війні за незалежність Ірландії та після чергової поразки католиків в боротьбі за свої права на територіях, що були під владою протестантської Англії і нового протестантського уряду Англії нового короля Вільяма ІІІ Оранського. 

### Кар’єра
Річард Левіндж здобув освіту в коледжі Одлем, Дербішир та в коледжі Святого Джона, Кембридж. Потім він вступив до юридичної школи «Іннер Темпл» у 1671 році та почав працювати адвокатом у 1678 році. Він був обраний депутатом Палати громад парламенту Англії від Честера і був депутатом з 1690 по 1695 рік. Він також, як і його батько, отримав юридичну посаду Реєстратора графства Честер в 1686 – 1687 роках, але був швидко усунутий з цієї посади королем Англії Яковом II. Він був одним із перших, хто виступив за нового короля Англії Вільяма III під час так званої «Славетної революції», і був направлений новим урядом Англії до Ірландії генеральним соліситорем (юридичного консультанта уряду) в 1689 році. У 1692 році він був обраний депутатом Палати громад парламенту Ірландії від Белфаста та від Блессінгтона, але вирішив бути депутатом від Блессінгтона. Це місце в Палаті громад він займав до 1695 року. Протягом цього часу він обіймав посаду спікера Палати громад Ірландії. У політиці він був поміркованим торі, протягом своєї кар’єри відзначався своїм прагненням до примирення: в епоху жорсткої боротьби політичних угруповань це принесло йому знущальне прізвисько «Том Дубль». Хоча він підтримував жорстокі каральні  закони направлені проти ірландців та католиків (тоді жоден ірландський чиновник не міг діяти інакше), він був дуже толерантним у релігійних питаннях і мав кількох друзів-католиків, у тому числі свого попередника на посаді генерального соліситора, сера Тобі Батлера.
Пізніше він представляв округу Лонгфорд у Палаті громад парламенту Ірландії з 1698 по вересень 1713 і Кілкенні-Сіті з 1713 по листопад 1715. У 1713 році він був обраний депутатом від  Говрану, але він вирішив бути депутатом від Кілкенні. Він також служив генеральним соліситором Ірландії з 1689 року, був звільнений з цієї посади у 1695 році після сварки з Генрі Капеллом – І бароном Капеллом Тьюксбері, лорд-лейтенантом Ірландії. Він повернувся на посаду генерального соліситора в 1705 році завдяки добрим послугам Джеймса Батлера, ІІ  герцога Ормонд, що діяв як його покровитель протягом кількох минулих років. Історія повторилася, коли лорд-лейтенант Томас Вортон, І граф Вортон, у 1709 році звільнив його з посади, що багато хто, включаючи Джонатана Свіфта, вважало жорстокою несправедливістю. Він став генеральним прокурором Ірландії в 1711 році, після того як герцог Ормонд змінив Вортона на посаді лорда-лейтенанта Ірландії.
Річард Левіндж хотів зробити собі кар’єру в Англії, а не в Ірландії і отримати високу юридичну або урядову посаду саме в Англії. За правління короля Великобританії та Ірландії Георга I, незважаючи на те, що він мав «неправильні» політичні переконання, його поважний вік, його відома поміркованість і 30-річний досвід громадського життя Ірландії зробили його прийнятним як ірландського суддю для уряду Великобританії. Він отримав підтримку в особі свого двоюрідного брата лорда Макклсфілда. У 1721 році він став головним суддею Ірландської спільної судової палати та радником Таємної Ради Ірландії. Він гірко скаржився на низьку професійну якість своїх підлеглих – молодших суддів і просив відповідної заміни, хоча він однаково скаржився на деяких із тих, чиї імена висувалися як можливі заміни. Незважаючи на сильний біль від подагри в останні роки життя, він залишався на посаді судді  до самої смерті. 26 жовтня 1704 року Левіндж отримав титул І баронета Левіндж з Хай-Парку, що в графстві Вестміт в баронетстві Ірландії. Він знову був обраний депутатом Палати громад парламенту, на цей раз парламенту Великобританії і був депутатом з 1710 по 1711 рік.

### Родина
У 1683 році Річард Левіндж вперше одружився з Мері Корбін – дочкою Ґавіна Корбіна, багатого лондонського торговця шкірою та льоном, і мав з нею трьох синів і трьох дочок. Генрі Корбін, видатний політик колонії Вірджинія, був близьким родичем, можливо, старшим братом батька Мері. Її портрет роботи шведського художника Міхаеля Даля досі існує. Вона померла в 1720 році. У 1723 році він одружився вдруге (хоча, за його власними словами, він уже був «старим і хворим») з Мері Джонсон – дочкою Роберта Джонсона, колишнього барона казначейського суду (Ірландія) та його дружини Маргарет Діксон, дочкою сера Річарда Діксона з Калверстауна, графство Кілдер, і мав з нею ще одного сина, також на ім'я Річард, що народився лише за кілька місяців до смерті свого батька. Її батько був одним із найстаріших друзів її чоловіка, і Левіндж рішуче, але безуспішно благав про його призначення на лаву суддів, щоб працювати з ним щодо загальних позовів. Маргарет знову вийшла заміж у 1732 році за Чарльза Еннеслі, онука графа Англсі, що помер у 1746 році. Маргарет померла в 1757 році.
Сини від першого шлюбу Річард і Чарльз по черзі успадкували титул баронета. Мері вийшла заміж за Вашингтона Ширлі, ІІ графа Ферерс, і мала трьох дочок, у тому числі відомого релігійного лідера Селіну Гастінгс, графиню Гантінгдон. Дороті вийшла заміж за сера Джона Родона, ІІІ баронета Родон, і була матір’ю Джона Родона, І графа Мойра. Після смерті Родона вона вдруге вийшла заміж за Чарльза Кобба, архієпископа Дубліна, і народила ще двох синів, Чарльза і Томаса. Річард Левіндж (1724 – 1783), син від другого шлюбу, жив в основному в Калверстауні, імовірно, як гість у свого двоюрідного брата судді Роберта Діксона, останнього з родини Діксонов, і був депутатом парламенту від Дуліка в 1766 – 1776 роках. Сер Річард розподілив свій час між своїм родовим будинком, Парвіч-Холл, який він купив у свого бездітного старшого брата, і своєю новопридбаною власністю, замком Нокдрін, графство Вестміт. Більшість його маєтків перейшла до його старшого сина, який значною мірою перебудував Парвіч-Холл.